# Йоакім Трієр
Йоакі́м Тріє́р (норв. Joachim Trier; нар 1 березня 1974, Копенгаген, Данія) — норвезький кінорежисер та сценарист. Лауреат численних міжнародних та національних фестивальних та професійних кінонагород . Номінант на премію «Оскар» за написання сценарію до трагікомедії «Найгірша людина в світі» (2021).

## Біографія

### Ранні роки
Йоакім Трієр народився 1 березня 1974 року в Копенгагені, Данія. Його батько, Джейкоб Трієр, відомий норвезький джазовий музикант, який працював звукорежисером фільму «Великі перегони» режисера Іво Капріно, що стала одним з найпопулярніших норвезьких фільмів. Дід Йоакіма — Ерік Лчен — був режисером, який зняв стрічку «Полювання», яку було показане на Каннському міжнародному кінофестивалі. Мати Йоакіма працювала в кіноіндустрії та брала участь у випуску декількох фільмів відомого данського режисера Ларса фон Трієра. З дитинства Трієр цікавився кіно, знімав на 8-мм любительську камеру мультфільми. У підлітковому віці захопився скейтбордом, брав участь у змаганнях і знімав відео про скейтбордистів та їх трюки.
У 1995—1996 роках Йоакім Трієр навчався в Європейському коледжі кіно в Ебельтофті (Данія), продовжив освіту в Школі національного кіно і телебачення (Велика Британія).

### Кар'єра
Свою режисерську кар'єру Йоакім Трієр почав на початку 2000-х з декількох короткометражних фільмів. 2006 року він зняв свій перший повнометражний фільм «Реприза», який мав великий успіх та був ушанований декількома національними нагородами, а також здобув приз на Міжнародному кінофестивалі в Карлових Варах в номінації «Найкращий режисер» та був відзначений призом «Дон Кіхот» Міжнародної федерації кіноклубів.
Наступною роботою режисера стала стрічка «Осло, 31-го серпня», яка була показаний на Каннському міжнародному кінофестивалі в програмі «Особливий погляд». Крім того, фільм був номінований на премію «Сезар» в категорії «Найкращий фільм іноземною мовою».
2014 року Йоакім Трієр увійшов до складу журі 67-го Каннського кінофестивалю у програмі «Сінефондасьйон» і програмі короткометражних фільмів, очолюваного Аббасом Кіаростамі.
Третій повнометражний фільм Трієра «Голосніше, ніж бомби» брав участь в основній конкурсній програмі 68-го Каннському міжнародному кінофестивалі у змаганні за «Золоту пальмову гілку». Стрічка також була відзначена призами Стокгольмського міжнародного кінофестивалю, Норвезького міжнародного кінофестивалю та низкою інших кінонагород.
Четвертий фільм Йоакіма Трієра — містичний трилер «Тельма» (Thelma, в українському прокаті під назвою «Відьма»). Його показали на міжнародному кінофестивалі в Торонто та його було обрано від Норвегії кандидатом у номінанти на здобуття премії «Оскар» 2018 року в категорії «Найкращий фільм іноземною мовою», але не був номінований.
2018 року Йоакім Трієр був обраний головою журі програми Міжнародного тижня критиків на 71-му Каннському міжнародному кінофестивалі.
Трагікомедія Трієра «Найгірша людина в світі» (2021) отримала дві номінації на премію «Оскар»: як найкращий міжнародний фільм і за найкращий оригінальний сценарій.
У 2025 році зрежисував і написав (спільно з Ескілем Вогтом) трагікомедію «Сентиментальна цінність», вкрай високо сприйняту критикою та нагороджену гран-прі (друге місце) Каннського кінофестивалю.

## Громадянська позиція
У 2018 підтримав звернення Європейської кіноакадемії на захист ув'язненого у Росії українського режисера Олега Сенцова

## Фільмографія
| Рік  |     | Назва українською        | Оригінальна назва       | Режисер | Сценарист |
| ---- | --- | ------------------------ | ----------------------- | ------- | --------- |
| 2000 | к/м |                          | Pietà                   | Так     | Так       |
| 2001 | к/м |                          | Still                   | Так     | Так       |
| 2002 | к/м | Проктер                  | Procter                 | Так     | Так       |
| 2006 |     | Реприза                  | Reprise                 | Так     | Так       |
| 2011 |     | Осло, 31-го серпня       | Oslo, 31. august        | Так     | Так       |
| 2015 |     | Голосніше, ніж бомби     | Louder Than Bombs       | Так     | Так       |
| 2017 |     | Відьма                   | Thelma                  | Так     | Так       |
| 2021 |     | Найгірша людина на світі | Verdens verste menneske | Так     | Так       |
| 2025 |     | Сентиментальна цінність  | Affeksjonsverdi         | Так     | Так       |

## Визнання
(Список не є вичерпним)
| Рік                                              | Категорія                                            | Фільм                                         | Результат |
| ------------------------------------------------ | ---------------------------------------------------- | --------------------------------------------- | --------- |
| Премія «Аманда»                                  |                                                      |                                               |           |
| 2002                                             | Найкращий короткометражний фільм                     | Проктер                                       | Номінація |
| 2002                                             | Найкращий режисура                                   | Реприза                                       | Перемога  |
| 2002                                             | Найкращий сценарист                                  | Реприза                                       | Перемога  |
| 2012                                             | Найкращий режисура                                   | Найкращий режисура                            | Перемога  |
| 2016                                             | Найкращий режисура                                   | Голосніше, ніж бомби                          | Номінація |
| 2016                                             | Найкращий сценарій                                   | Голосніше, ніж бомби                          | Номінація |
| Единбурзький міжнародний кінофестиваль           |                                                      |                                               |           |
| 2002                                             | Найкращий британський короткометражний фільм         | Проктер                                       | Перемога  |
| 2002                                             | Приз UIP Единбург                                    | Проктер                                       | Перемога  |
| Премія Європейської кіноакадемії                 |                                                      |                                               |           |
| 2002                                             | Найкращий європейський короткометражний фільм        | Проктер                                       | Номінація |
| 2007                                             | Найкращий європейський короткометражний фільм        | Реприза                                       | Номінація |
| Міжнародний кінофестиваль у Торонто              |                                                      |                                               |           |
| 2006                                             | Нагорода Discovery                                   | Реприза                                       | Перемога  |
| Міжнародний кінофестиваль у Карлових Варах       |                                                      |                                               |           |
| 2006                                             | Гран-прі «Кришталевий глобус»                        | Реприза                                       | Номінація |
| 2006                                             | Найкращий режисер                                    | Реприза                                       | Перемога  |
| 2006                                             | Премія «Дон Кіхот»                                   | Реприза                                       | Перемога  |
| Роттердамський міжнародний кінофестиваль         |                                                      |                                               |           |
| 2007                                             | Нагорода MovieZone                                   | Реприза                                       | Перемога  |
| Кінофестиваль нордичних фільмів у Руані          |                                                      |                                               |           |
| 2007                                             | Гран-прі                                             | Реприза                                       | Перемога  |
| 2007                                             | Нагорода «Друге дихання»                             | Реприза                                       | Перемога  |
| 2007                                             | Приз глядацьких симпатій                             | Реприза                                       | Перемога  |
| Премія Північної Ради                            |                                                      |                                               |           |
| 2007                                             | Реприза                                              | Реприза                                       | Номінація |
| 2011                                             | Осло, 31-го серпня                                   | Осло, 31-го серпня                            | Номінація |
| 2016                                             | Голосніше, ніж бомби                                 | Голосніше, ніж бомби                          | Перемога  |
| Міжнародний кінофестиваль «Кіморама» у Тронгеймі |                                                      |                                               |           |
| 2007                                             | Приз найкращому режисерові                           | Реприза                                       | Перемога  |
| 2012                                             | Приз найкращому режисерові                           | Осло, 31-го серпня                            | Перемога  |
| 2012                                             | Приз за найкращий оригінальний сценарій              | Осло, 31-го серпня                            | Перемога  |
| 2016                                             | Приз найкращому режисерові                           | Голосніше, ніж бомби                          | Перемога  |
| 2016                                             | Найкращий оригінальний сценарій                      | Голосніше, ніж бомби                          | Перемога  |
| Стамбульський міжнародний кінофестиваль          |                                                      |                                               |           |
| 2007                                             | «Золотий тюльпан» за найкращий фільм                 | Реприза                                       | Перемога  |
| 2012                                             | Спеціальний приз журі                                | Осло, 31-го серпня                            | Перемога  |
| Премія «Боділ»                                   |                                                      |                                               |           |
| 2008                                             | Найкращий неамериканський фільм                      | Реприза                                       | Номінація |
| 2012                                             | Найкращий неамериканський фільм                      | Осло, 31-го серпня                            | Номінація |
| Спільнота кінокритиків Нью-Йорка                 |                                                      |                                               |           |
| 2008                                             | Найкращий перший фільм                               | Реприза                                       | Номінація |
| Каннський міжнародний кінофестиваль              |                                                      |                                               |           |
| 2011                                             | Премія «Особливий погляд»                            | Осло, 31-го серпня                            | Номінація |
| 2015                                             | Золота пальмова гілка                                | Голосніше, ніж бомби                          | Номінація |
| Стокгольмський міжнародний кінофестиваль         |                                                      |                                               |           |
| 2011                                             | «Бронзовий кінь» — Найкращий фільм                   | Осло, 31-го серпня                            | Перемога  |
| 2015                                             | «Бронзовий кінь» — Найкращий фільм                   | Голосніше, ніж бомби                          | Перемога  |
| Міжнародний кінофестиваль у Чикаго               |                                                      |                                               |           |
| 2011                                             | Приз «Золотий Г'юго»                                 | Осло, 31-го серпня                            | Номінація |
| 2017                                             | Приз «Золотий Г'юго»                                 | Відьма                                        | Номінація |
| 1900                                             | Приз «Золотий Q-Г'юго»                               | Відьма                                        | Номінація |
| Трансільванський міжнародний кінофестиваль       |                                                      |                                               |           |
| 2012                                             | «Трофей Трансильванії» за найкращий фільм            | Осло, 31-го серпня                            | Перемога  |
| Премія «Оле»                                     |                                                      |                                               |           |
| 2012                                             | Найкращий іноземний фільм                            | Осло, 31-го серпня                            | Перемога  |
| Премія «Сезар»                                   |                                                      |                                               |           |
| 2013                                             | Найкращий фільм іноземною мовою                      | Осло, 31-го серпня                            | Номінація |
| Міжнародна спільнота сінефілів                   |                                                      |                                               |           |
| 2013                                             | Найкращий адаптований сценарій                       | Осло, 31-го серпня (спільно з Ескілем Воґтом) | Номінація |
| Норвезький міжнародний кінофестиваль             |                                                      |                                               |           |
| 2015                                             | Нагорода норвезьких кінокритиків — Спеціальна згадка | Голосніше, ніж бомби                          | Перемога  |
| 2017                                             | Нагорода норвезьких кінокритиків                     | Відьма                                        | Перемога  |
| Мюнхенський кінофестиваль                        |                                                      |                                               |           |
| 2015                                             | Нагорода ARRI/OSRAM — Найкращий міжнародний фільм    | Голосніше, ніж бомби                          | Номінація |
| Денверський міжнародний кінофестиваль            |                                                      |                                               |           |
| 2017                                             | Премія Кшиштофа Кесльовського за найкращий фільм     | Відьма                                        | Номінація |
| Кінофестиваль у Мар-дель-Плата                   |                                                      |                                               |           |
| 2017                                             | Найкращий фільм                                      | Відьма                                        | Номінація |
| Премія кінокритиків Сіеттла                      |                                                      |                                               |           |
| 2017                                             | Найкращий іноземний фільм                            | Відьма                                        | Номінація |
| Гентський міжнародний кінофестиваль              |                                                      |                                               |           |
| 2017                                             | Гран-прі за найкращий фільм                          | Відьма                                        | Номінація |